# محمد حسن شریفی بلخابی
سید محمد حسن شریفی بلخابی (زاده ۱۳۵۰ بلخاب ولایت سرپل) سیاستمدار افغانستانی و نماینده مردم ولایت سرپل در دوره شانزدهم مجلس نمایندگان است. وی در مجلس شانزدهم نمایندگان افغانستان عضو کمیسیون عدلی و قضایی، اصلاحات اداری و مبارزه با فساد اداری بود.

## زندگی‌نامه
سید محمد حسن شریفی بلخابی، زاده ۱۳۵۰ از روستای سیوک، ولسوالی بلخاب ولایت سرپل است. وی تحصیلات ابتدایی خود را در لیسه/دبیرستان سید جمال الدین افغانی در بلخاب به پایان رساند و تعلیمات دینی در رشته حقوق را در قم ایران ادامه داد. وی عضو حزب وحدت اسلامی مردم افغانستان است. بلخابی در دوران حملات طالبان به بلخاب در کنار چهره‌های مطرحی همچون محمد محقق و سید حسن صفایی، علیه این گروه به مقاومت پرداخت.

## دیگر فعالیت‌ها
دیگر فعالیت‌های ایشان:
- مدرس حوزه علمیه جامع امام خمینی بلخاب و مدارس دینی
- از مؤسسین مدرسه اهل البیت
- امامت نماز جمعه در شبرغان در دهه ۸۰ ش.
- عضو شورای علمای دینی بلخاب
- برنامه تبلیغ در امور دینی
- مسئول مجله الفت